# حرمیک
حرمیک روستایی از توابع بخش ریز شهرستان جم استان بوشهر در جنوب ایران.
این روستا در دهستان تشان قرار دارد و بر اساس سرشماری سال ۱۳۸۵ جمعیت آن (۳۴ خانوار) ۱۵۳ نفر است.